# William Robertson
William Robertson (19 september 1721 – 11 juni 1793) was een Schotse geestelijke, historicus en rector van de Universiteit van Edinburgh.
Robertson studeerde theologie en werd daarna aangesteld als presbyteriaans predikant. In 1745 verdedigde hij tijdens de jakobitische opstand van 1745 Edinburgh tegen de jakobieten onder leiding van troonpretendent Karel Eduard Stuart.
In 1761 werd hij kapelaan van koning George III, het jaar daarop principal van de Universiteit van Edinburgh en in 1763 moderator van de Kerk van Schotland. In 1764 werd hij aangesteld als Historiographer Royal voor Schotland.
Hij maakte deel uit van The Poker Club en droeg zo bij aan de Schotse verlichting. In 1759 publiceerde hij History of Scotland 1542–1603, in 1769 History of the Reign of the Emperor Charles V en in 1777 History of America. In dit laatste werk bedreef hij vergelijkende geschiedenis door de Indianen die langs de Mississippi woonden te vergelijken met de Germanen langs de Donau.
Opvallend in zijn werken is de welsprekendheid in combinatie met het uitgebreide gebruik van origineel bronmateriaal en archieven. Voor Robertson gold dat geschiedenis pas goed te beschrijven was zodra er geschreven bronnen waren die bovendien voldoende betrouwbaar waren.